# Castillo Suabo de Brindisi
El Castillo Suabo de Brindisi, también conocido como Castillo de Tierra o Castillo Suabo-Aragonés, es parte del centro histórico de Brindisi, provincia de Brindisi, cuya función era proteger la ciudad y su puerto.

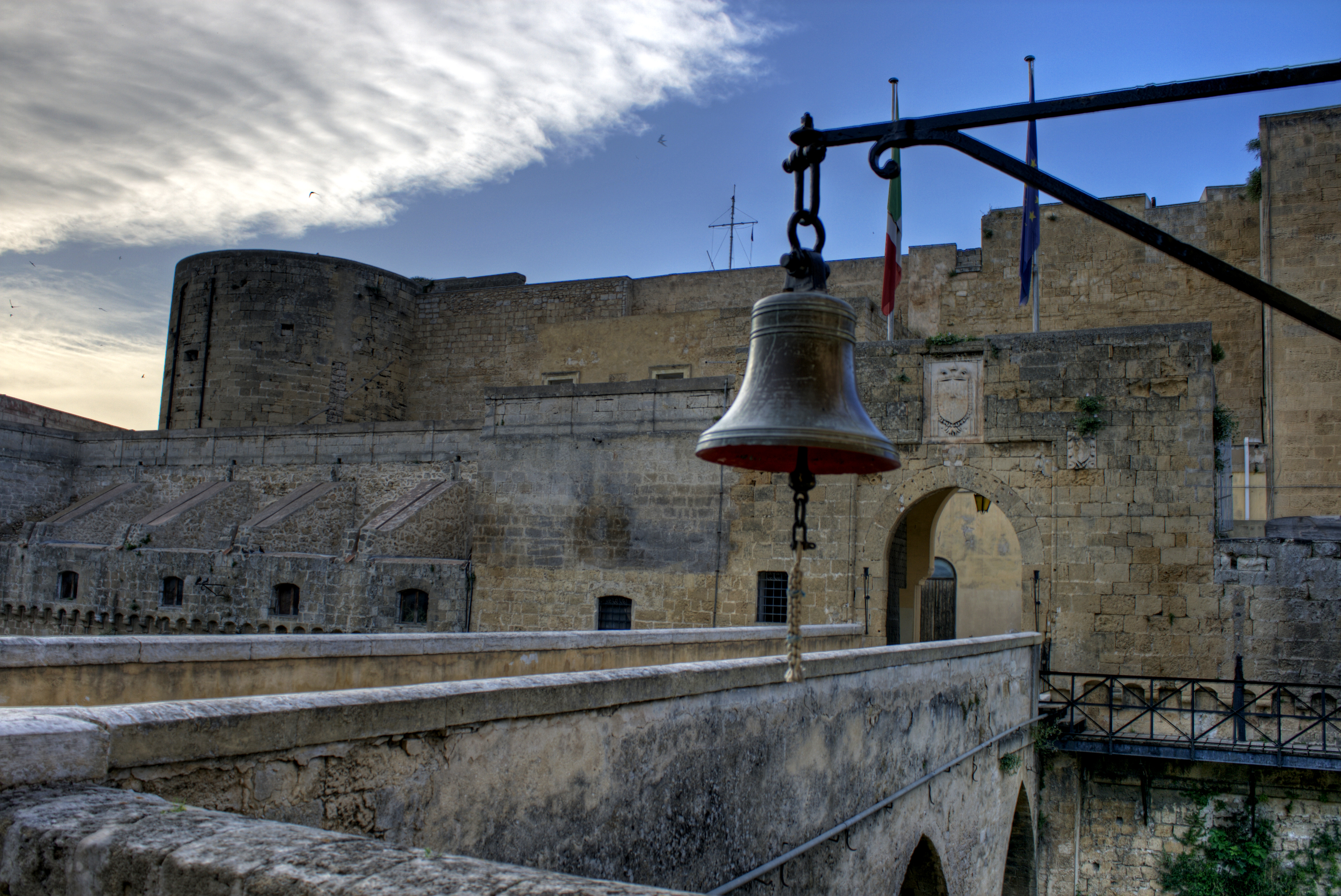
Castillo Suabo de Brindisi

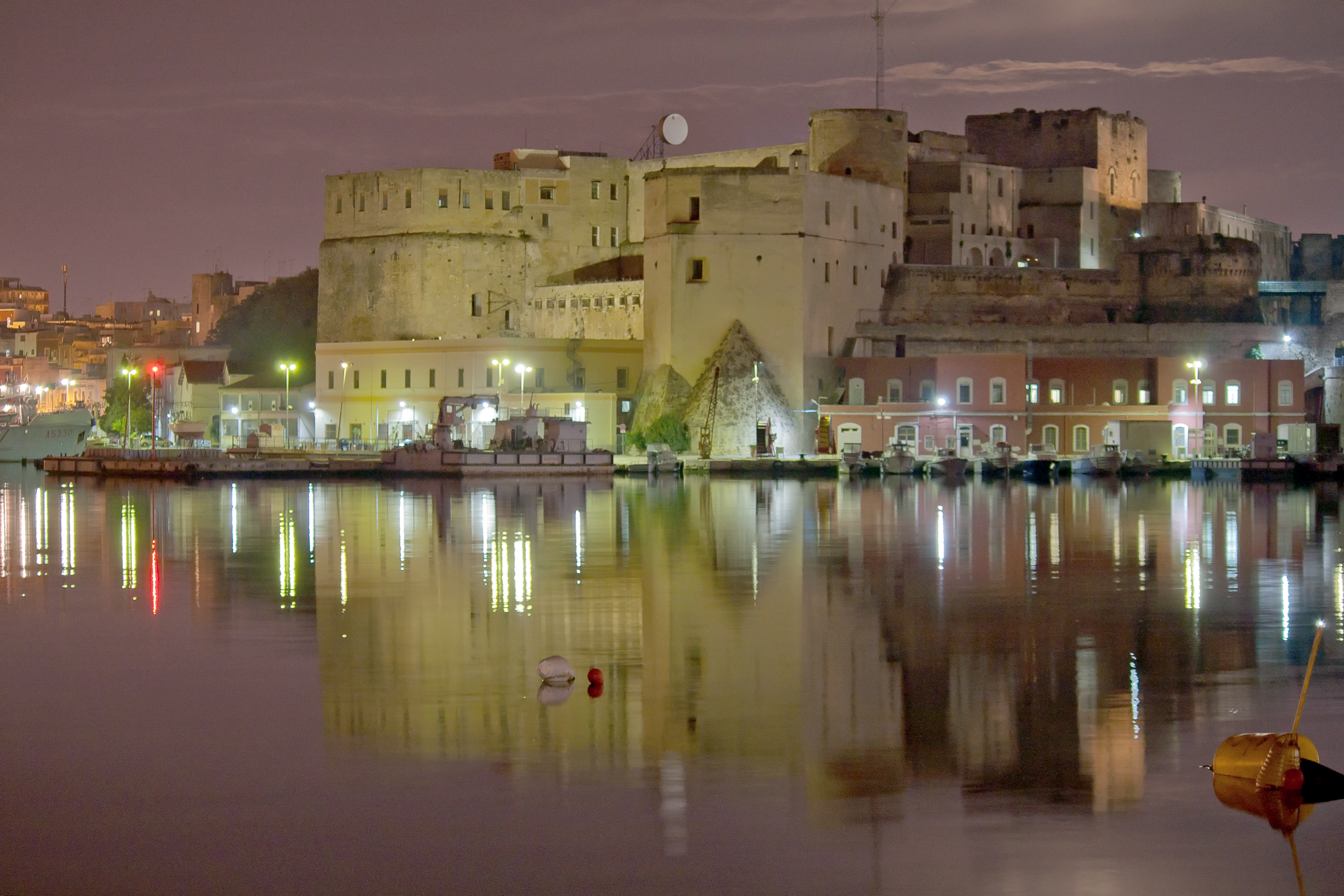
El castillo visto desde el puerto

## Historia
El origen del edificio, según el testimonio de Riccardo di San Germano, se sitúa hacia 1227, es decir, en los años en que se atestigua la presencia de Federico II de Suabia en Brindisi, entre su matrimonio con Yolanda de Jerusalén (1225) y la partida de la sexta Cruzada (1228). Los historiadores locales afirman, sin pruebas arqueológicas claras, que para su construcción se emplearon materiales romanos (sobre todo del anfiteatro).
Los registros angevinos nos informan de que Carlos I de Anjou restauró el castillo (levantando las torres) y construyó un palacio real en su interior (1272-1283), encargando al arquitecto Pierre d'Angicourt la tarea de supervisor.
La primera ampliación (segunda mitad del siglo XV) se la debemos a Fernando I de Nápoles: el cambio, dictado por las nuevas exigencias bélicas debidas a la aparición de la artillería, consistió en la construcción de una nueva muralla, más baja y gruesa que la anterior, dotada de torres bajas y circulares. El foso anterior se cubrió con bóvedas y se crearon así nuevas estancias adecuadas para albergar a los hombres de armas, pero también a la población en caso de necesidad.
En 1496, el castillo, junto con la ciudad, fue puesto bajo el «protectorado» de la República de Venecia. En esta época, el castillo era perfectamente funcional; en un informe al dux veneciano se le describía como «hermoso y muy fuerte, que domina la ciudad y otros castillos». Hacia finales del siglo XV, los aragoneses de Fernando I de Nápoles lo ampliaron. En tiempos del emperador Carlos V, 1526, Giovanni Battista Pignatelli realizó nuevas modificaciones. Poco después, el castillo fue sometido a un duro asedio por parte de los ejércitos de la Liga Franco-Veneciana-Papal contra el Imperio: las crónicas cuentan que desde el castillo se dispararon tiros de artillería contra los sitiadores que habían tomado la ciudad, sin tener en cuente la población civil. Más tarde, el castillo se reforzó con la construcción de dos grandes «puntales» poligonales hacia el puerto.
A lo largo del siglo XIX, el castillo se utilizó como penal y luego como prisión hasta 1909, cuando se percibió la importancia estratégica de Brindisi en el Adriático y se oficializó su función de fortaleza militar en 1910.
El castillo está construido en torno a un patio de forma trapezoidal rodeado por una alta muralla con una gran torre del homenaje que sirve de entrada y otras seis torres, dos circulares, tres cuadradas y una pentagonal: esta construcción original pertenece a la época suaba, tiempos del Sacro Imperio Romano Germánico.
El muro cortina más exterior data claramente de los siglos XV-XVI: en él se encuentran las clásicas torres circulares con artillería de finales de la Edad Media y del Renacimiento.

## Galería de imágenes

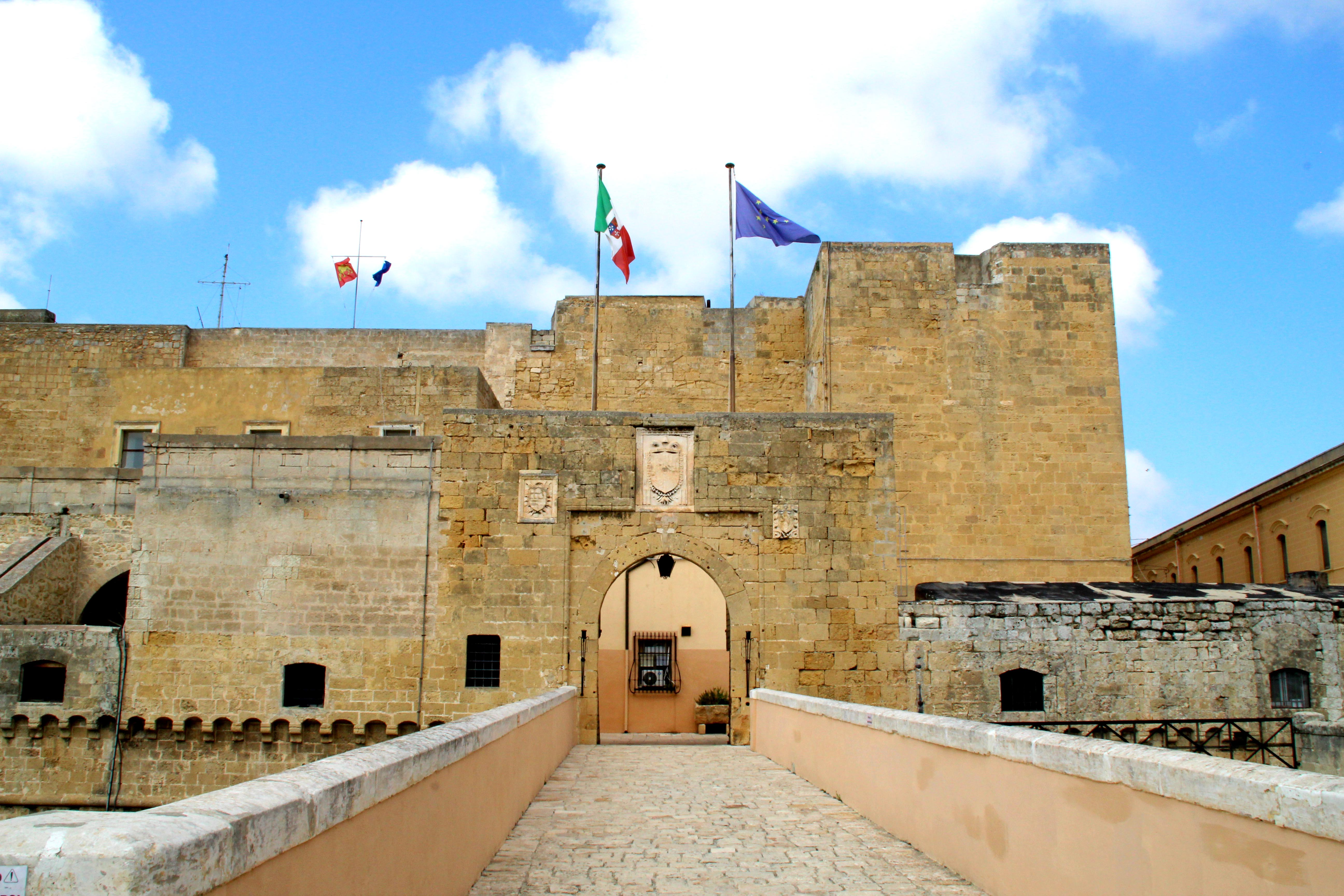
Entrada
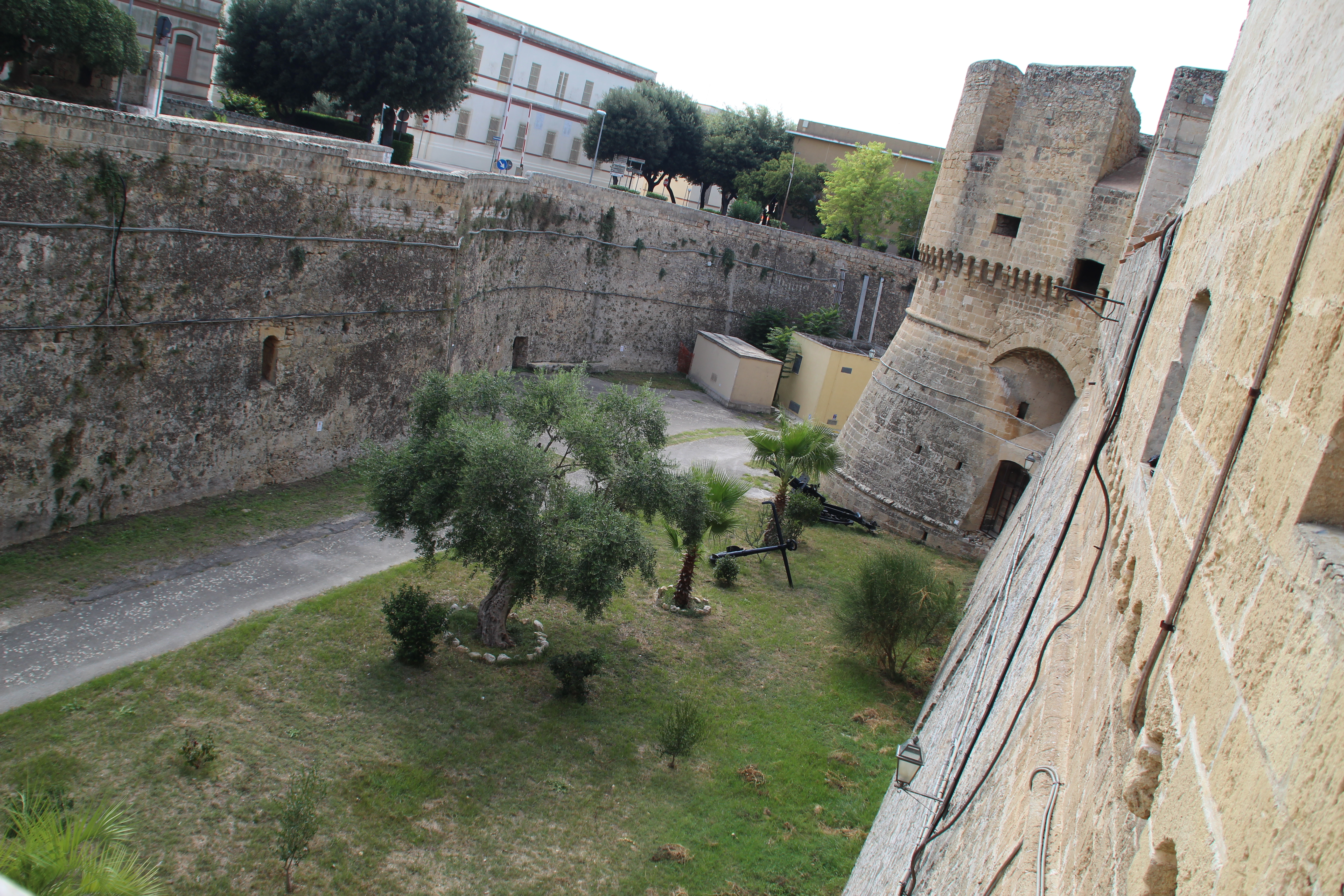
Foso, lado este
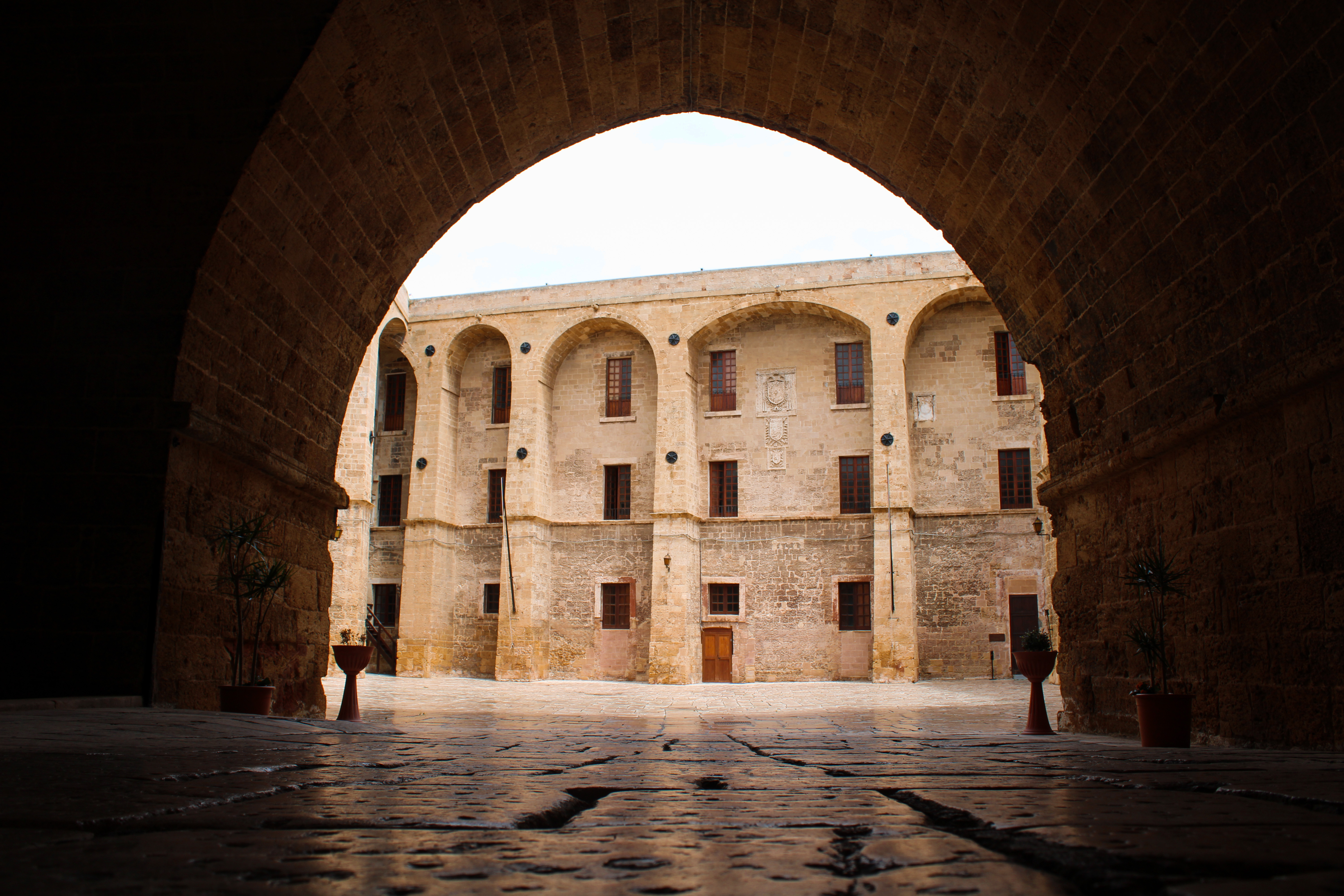
Patio de armas
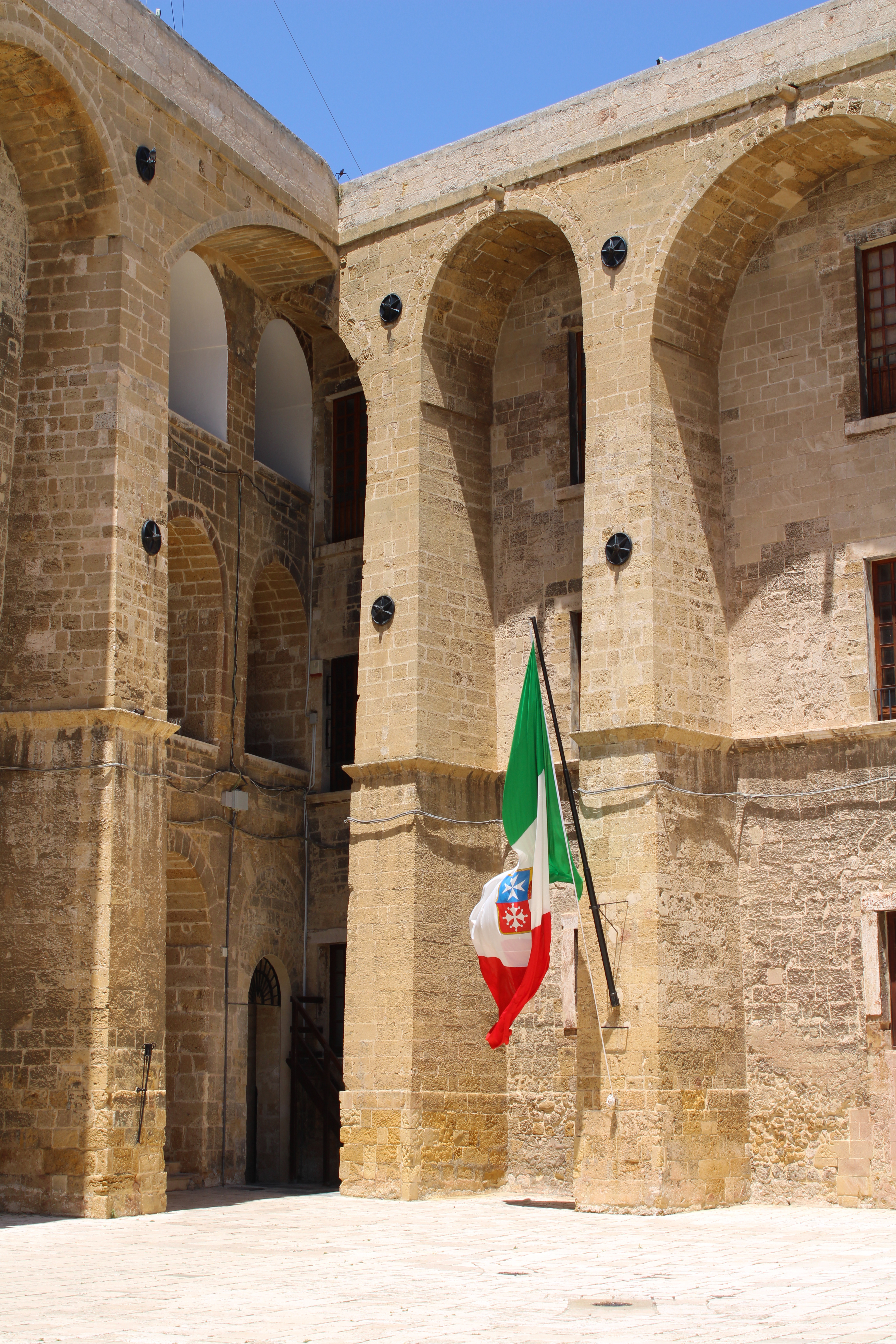
Esquina del patio
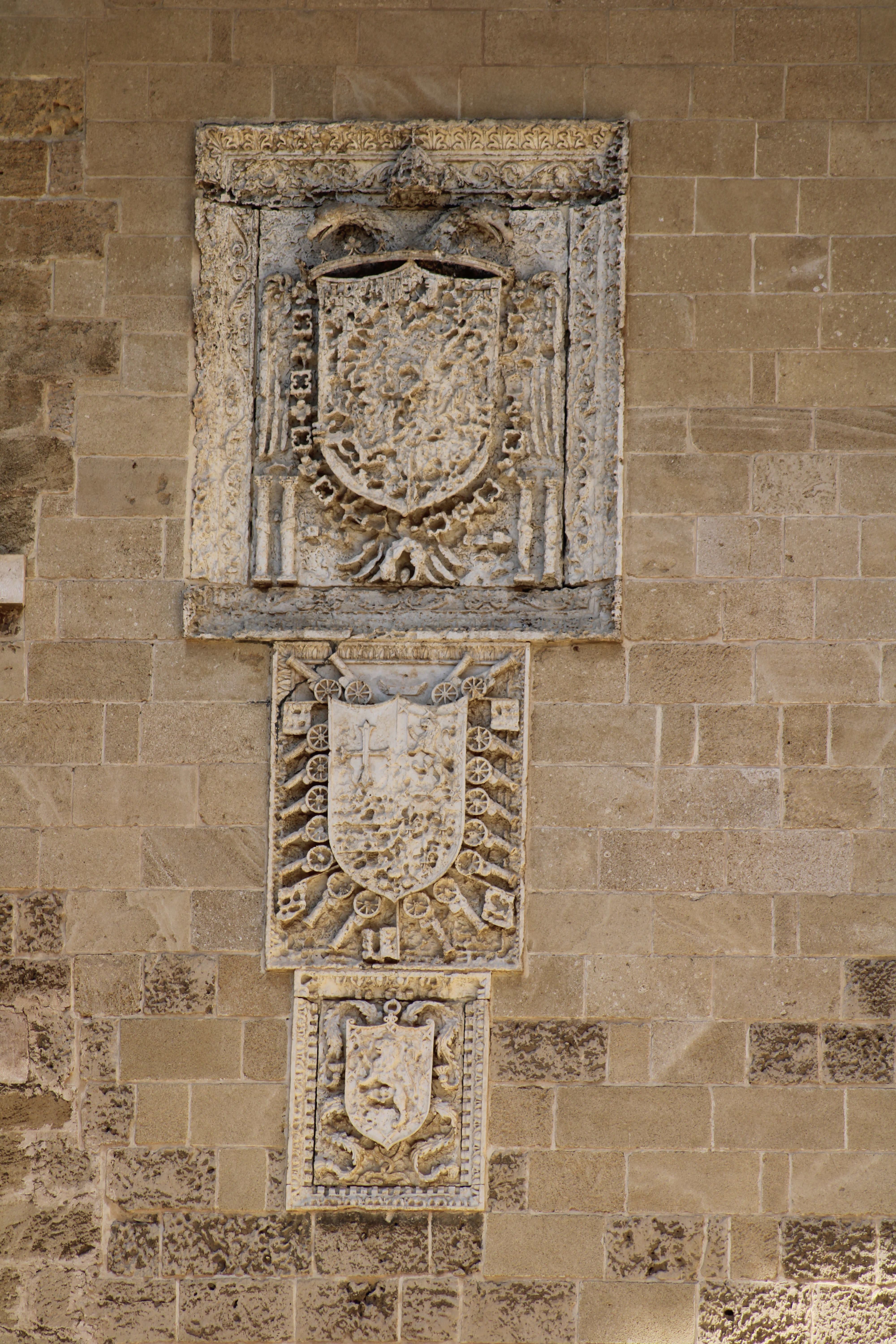
Escudos en el patio
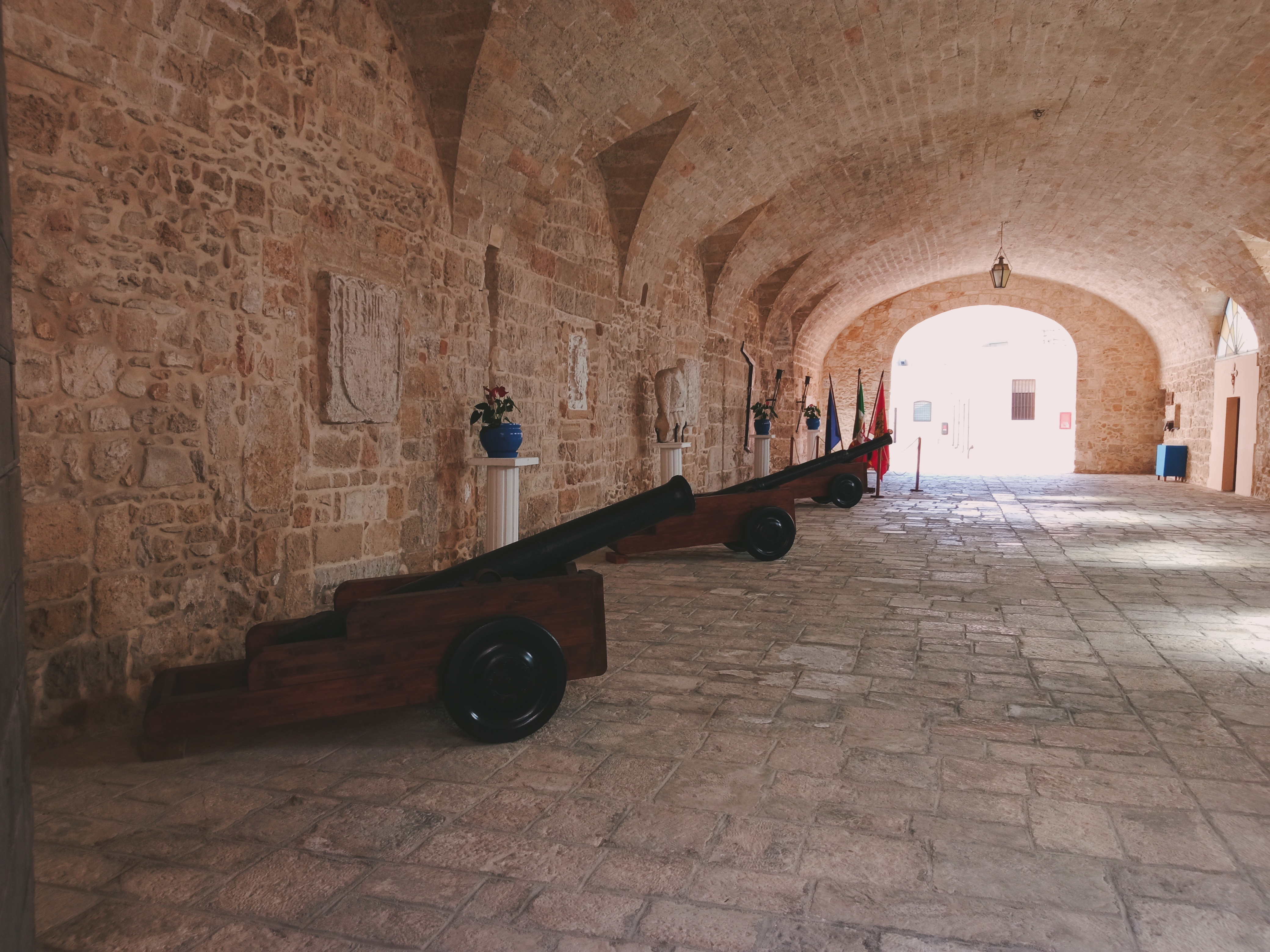
Gran estancia cubierta del castillo
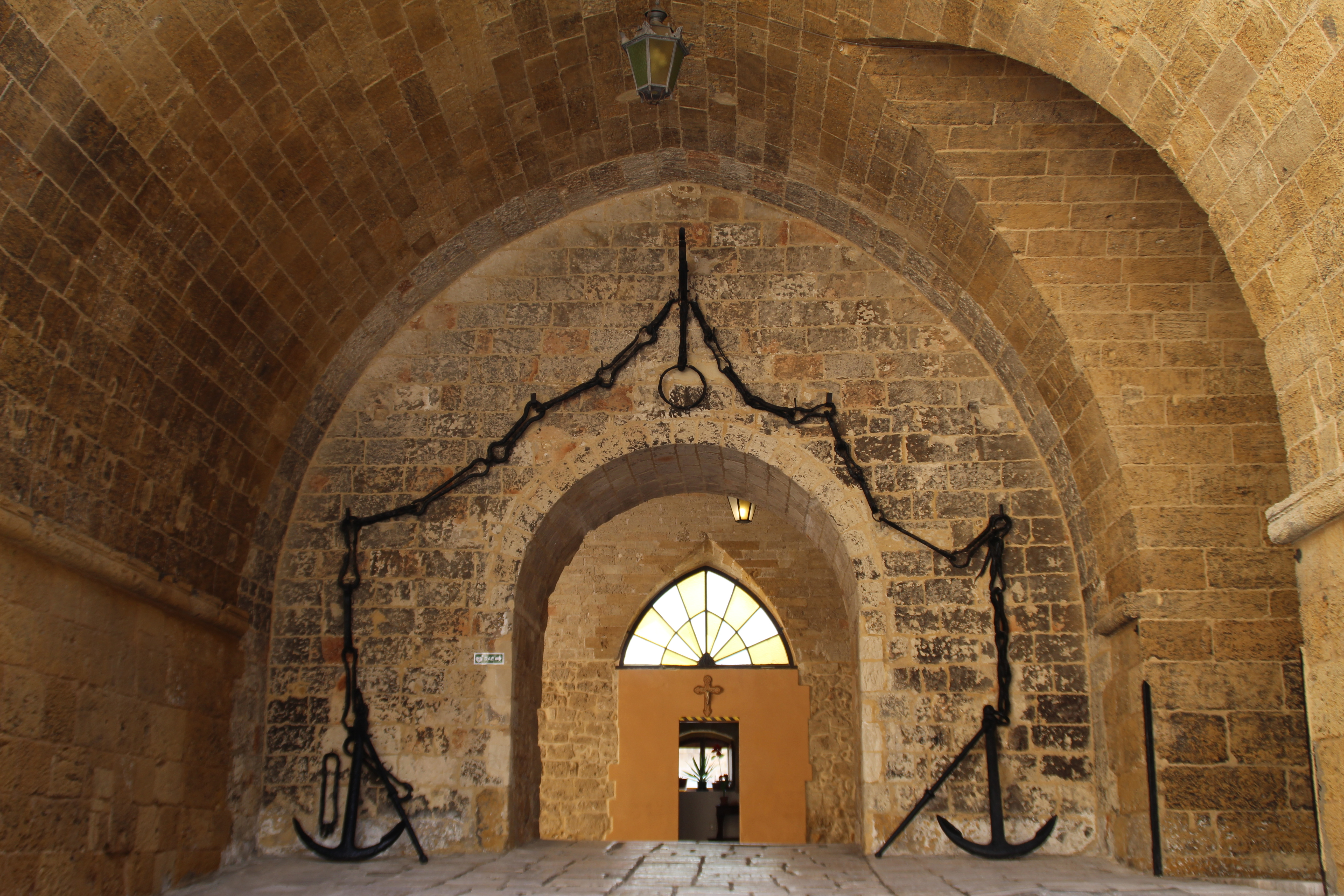
Estancia con la cadena angevina en la pared
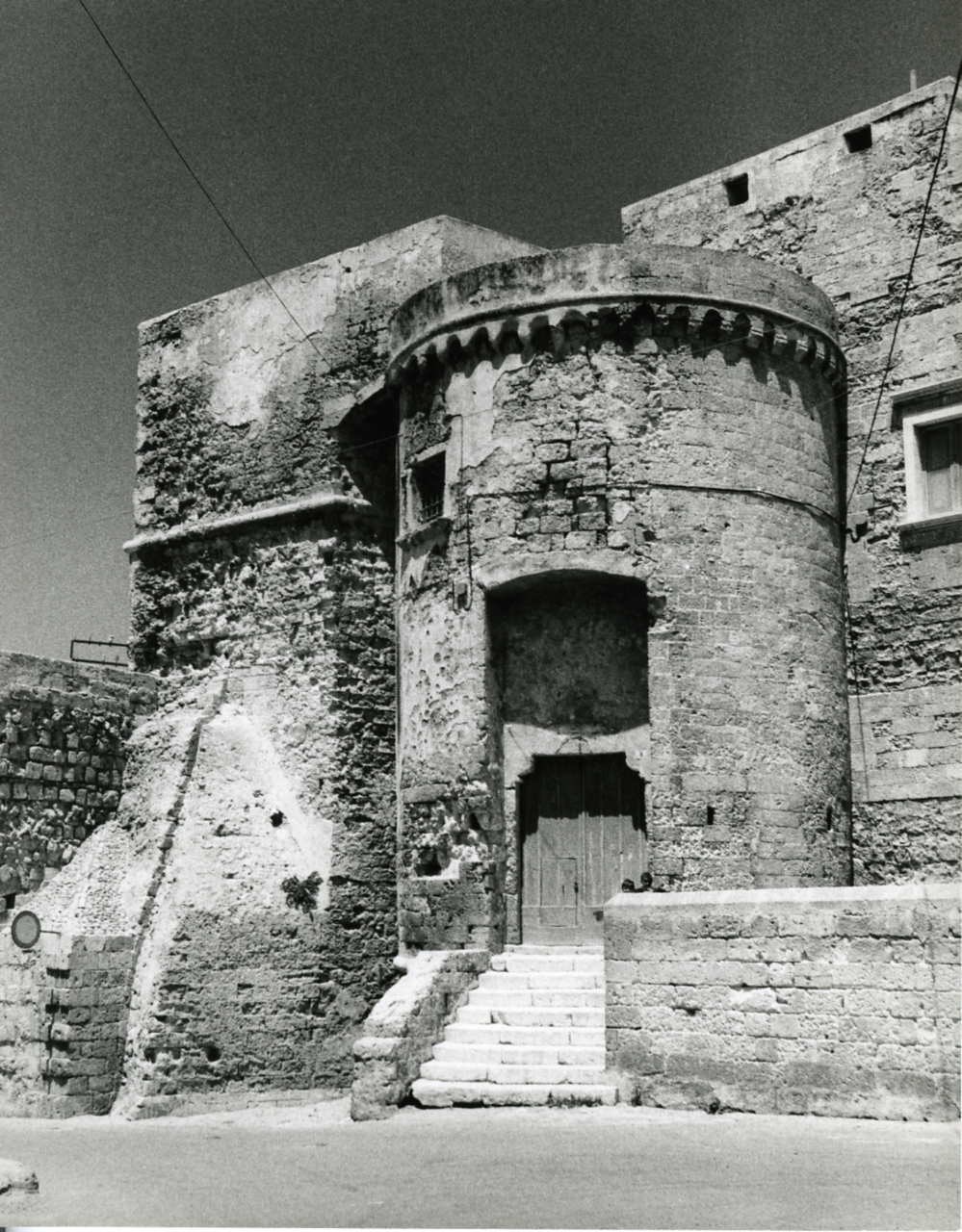
Foto de Paolo Monti, 1970
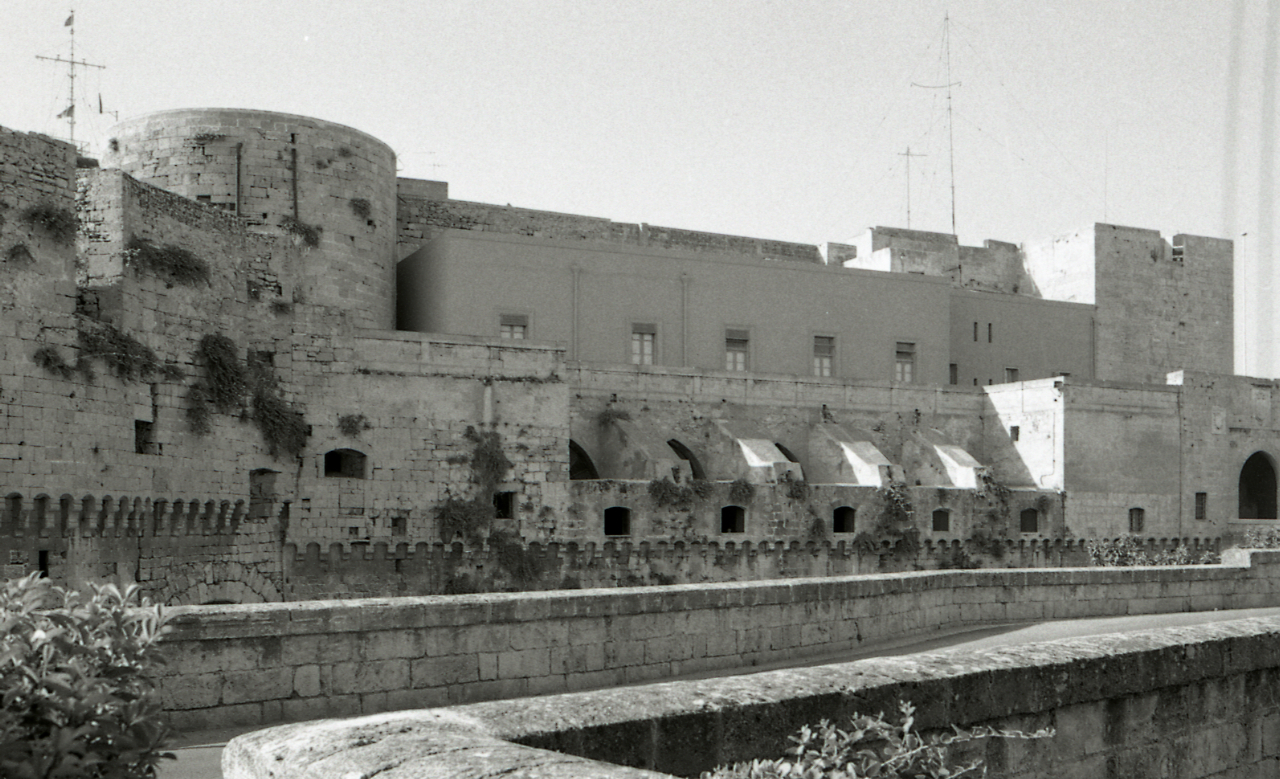
El castillo em 1970
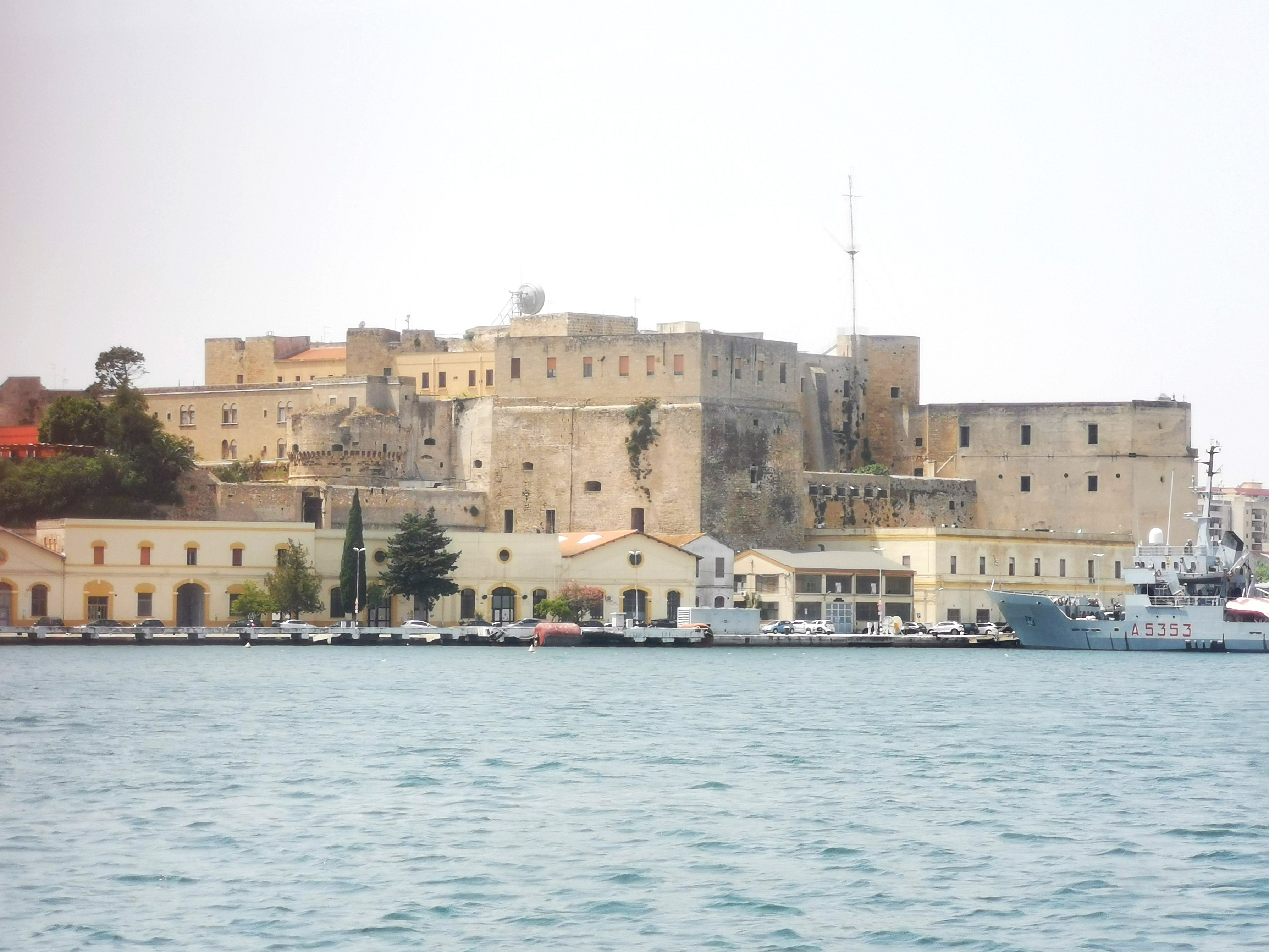
Vita del castillo desde el puerto